# Alopecurus vaginatus
Alopecurus vaginatus là một loài thực vật có hoa trong họ Hòa thảo. Loài này được (Willd.) Kunth mô tả khoa học đầu tiên năm 1833.